# Westbourne Park (métro de Londres)
Westbourne Park est une station des lignes : Circle line et Hammersmith & City line, du métro de Londres, en zone 2. Elle est située sur la Western Road, à Notting Hill sur le territoire du borough royal de Kensington et Chelsea.

## Histoire
Elle est mise en service le 10 octobre 1871, lors de la prolongation du Metropolitan Railway, la première ligne du métro.

## À proximité
- Notting Hill